# Wereldkampioenschappen schaatsen afstanden 2011 - 1500 meter vrouwen
De 1500 meter vrouwen op de wereldkampioenschappen schaatsen afstanden 2011 werd gehouden op vrijdag 11 maart 2011 in de Max Aicher Arena in Inzell, Duitsland. Titelhoudster Anni Friesinger was gestopt met schaatsen en haar titel was dus vacant. Regerend olympisch kampioene en zilverenmedaillewinnares van 2009, Ireen Wüst, veroverde de titel.

## Statistieken

### Uitslag
| #      | Naam                 | Land | Tijd       |
| ------ | -------------------- | ---- | ---------- |
| Goud   | Ireen Wüst           | NED  | 1.54,80 BR |
| Zilver | Diane Valkenburg     | NED  | 1.56,27    |
| Brons  | Jorien Voorhuis      | NED  | 1.57,30    |
| 4      | Jekaterina Sjichova  | RUS  | 1.57,78    |
| 5      | Christine Nesbitt    | CAN  | 1.57,83    |
| 6      | Ida Njåtun           | NOR  | 1.58,52    |
| 7      | Brittany Schussler   | CAN  | 1.58,53    |
| 8      | Cindy Klassen        | CAN  | 1.58,77    |
| 9      | Hege Bøkko           | NOR  | 1.59,22    |
| 10     | Jekaterina Lobysjeva | RUS  | 1.59,32    |
| 11     | Mari Hemmer          | NOR  | 1.59,71    |
| 12     | Miho Takagi          | JPN  | 1.59,73    |
| 13     | Monique Angermüller  | GER  | 1.59,86    |
| 14     | Jilleanne Rookard    | USA  | 1.59,92    |
| 15     | Masako Hozumi        | JPN  | 2.00,22    |
| 16     | Isabell Ost          | GER  | 2.00,23    |
| 17     | Eriko Ishino         | JPN  | 2.00,88    |
| 18     | Luiza Złotkowska     | POL  | 2.01,14    |
| 19     | Jennifer Bay         | GER  | 2.01,38    |
| 20     | Natalia Czerwonka    | POL  | 2.01,86    |
| 21     | Joelia Skokova       | RUS  | 2.01,90    |
| 22     | Anna Rokita          | AUT  | 2.02,46    |

### Loting
| Rit | Binnenbaan          | Buitenbaan           |
| --- | ------------------- | -------------------- |
| 1   | Natalia Czerwonka   | Anna Rokita          |
| 2   | Luiza Złotkowska    | Mari Hemmer          |
| 3   | Joelia Skokova      | Eriko Ishino         |
| 4   | Monique Angermüller | Jennifer Bay         |
| 5   | Miho Takagi         | Masako Hozumi        |
| 6   | Jorien Voorhuis     | Jekaterina Sjichova  |
| 7   | Isabell Ost         | Hege Bøkko           |
| 8   | Jilleanne Rookard   | Diane Valkenburg     |
| 9   | Ida Njåtun          | Jekaterina Lobysjeva |
| 10  | Ireen Wüst          | Cindy Klassen        |
| 11  | Christine Nesbitt   | Brittany Schussler   |

1996 · 
1997 · 
1998 · 
1999 · 
2000 · 
2001 · 
2003 · 
2004 · 
2005 · 
2007 · 
2008 · 
2009 · 
2011 · 
2012 · 
2013 · 
2015 · 
2016 · 
2017 · 
2019 · 
2020 · 
2021 · 
2023 · 
2024 · 
2025